# 꽝쭝 (연호)
꽝쭝(베트남어: Quang Trung / 光中 광중 / 1788년 11월 ~ 1792년)은 베트남 떠이선 왕조(西山朝) 광중제(光中帝) 응우옌후에(阮惠)의 연호이다.

## 개원
- 타이득(泰德) 11년 11월 25일[1](그레고리력 1788년 12월 22일)에 푸쑤언 정권 수립 후, 연호를 꽝쭝(光中)으로 개원함.[2][3][4]

- 꽝쭝(光中) 5년 9월 29일[5](그레고리력 1792년 11월 13일)에 연호를 까인틴(景盛)으로 개원하고, 다음 해 1월 1일[6](그레고리력 1793년 2월 11일)에 개원함.[3][4]

## 연대 대조표
| 꽝중 | 서기 (西紀) | 간지 (干支) | 후 레 왕조 연호    | 떠이선 왕조 연호 (꾸이년) | 청나라 연호     |
| 원년 | 1788년      | 무신 (戊申) | 찌에우통(昭統) 2년 | 타이득(泰德) 11년         | 건륭(乾隆) 53년 |
| 2년  | 1789년      | 기유 (己酉) | 찌에우통 3년       | 타이득 12년               | 건륭 54년       |
| 3년  | 1790년      | 경술 (庚戌) | …                  | 타이득 13년               | 건륭 55년       |
| 4년  | 1791년      | 신해 (辛亥) | …                  | 타이득 14년               | 건륭 56년       |
| 5년  | 1792년      | 임자 (壬子) | …                  | 타이득 15년               | 건륭 57년       |

## 동시대 연호

### 베트남
후 레 왕조(後黎朝)
- 찌에우통(昭統) (1787년 ~ 1789년)

떠이선 왕조(꾸이년 정권)
- 타이득(泰德) (1778년 ~ 1793년)

### 중국
청(淸)
- 건륭(乾隆) (1736년 ~ 1795년)

### 일본
- 덴메이(天明) (1781년 ~ 1789년)
- 간세이(寬政) (1789년 ~ 1801년)

### 란방공화국
- 난방(蘭芳) (1777년 ~ 1884년)

## 같이 보기
- 베트남의 연호